# Roca Xapada
La Roca Xapada és una muntanya de 980 metres que es troba al municipi de Roquetes, a la comarca catalana del Baix Ebre.